# Pozytywka (album Ani Szarmach)
Pozytywka (zapis stylizowany: POZYTYWka) – trzeci studyjny album Ani Szarmach wydany w 2012 r. przez wydawnictwo Agora.
Producentem albumu oraz autorem wszystkich kompozycji i tekstów jest Ania Szarmach. POZYTYWka jest kolejną autorską płytą artystki.
Współprodukował oraz edytował album  Robert Kubiszyn, za realizację i miks odpowiedzialny był Rafał Smoleń, mastering wykonał Richard Dodd.

## Lista utworów
1. Przymierze (feat. Sound’n’Grace)
2. Z Tobą
3. Instynkt
4. To nieprawda
5. Antarktyda
6. Obsesja
7. Pozytywka
8. Horyzont Marzeń (feat. Anna Maria Jopek)
9. Przypadkowy goniec (feat. Sound’n’Grace)
10. Adrenalina (feat. Sound’n’Grace)
11. Baśń

## Skład
- Ania Szarmach – śpiew
- Kasia Dereń, Irena Kijewska, Piotr Tazbir – chóry
- Grzegorz Jabłoński – instrumenty klawiszowe
- Piotr Żaczek – gitara basowa
- Damian Kurasz – gitara
- Robert Luty – perkusja
- Robert Kubiszyn – instrumenty klawiszowe, kontabas, gitara rezofoniczna
- Krzysztof Herdzin – harmonijka, flet, klarnet, melodyka
- Joanna Żmijewska – obój
- Jan Stokłosa – wiolonczela

## Gościnnie
- Anna Maria Jopek – śpiew 8
- Chór Sound’n’Grace – chór 1,9,10